# Црква Покрова Пресвете Богородице у Лопарама
Црква Покрова Пресвете Богородице је храм Српске православне цркве који се налази у општини Лопаре у Републици Српској. Пприпада зворничко-тузланској епархији.
Градња храма почела је 1991. године, димензија 15,3х11 метара. Темеље је, у сред рата у БиХ освештао епископ зворничко-тузлански г. Василије 14. октобра 1993. године. Пет година касније, 25. јула владика Василије је и освештао храм.
Иконостас од храстовине израдио је столар Милан Гаврић из Прибоја код Лопара, а Јован Грујић из Модриче је живописао иконе на иконостасу. У уређењу храма учествовао је и и академски сликар Јован Атанацковић из Београда који је живопиао храм.
У порти храма налази се и спомен-обиљежје страдалим Србима у Другом свјетском рату. У априлу 1944. године припадници нацистичко-усташке дивизије стријељали су 327 Срба у Лопарама и околним селима Јабланице, Мачковца, Козјка, Лукавице, Пипера, Вакуфа, Пирковаца, Вукосаваца, Тобута и Лабуцке.
На липи, поред које је споменик и подигнут, уочи Васкрса 1944. године објешено је 77 угледних Срба овог краја.
Сваке године се на дан Покрова Пресвете Богородице одржава литургија поводом славе храма, али и чита молебан за страдале Србе.